# Polyrhachis tibialis
Polyrhachis tibialis é uma espécie de formiga do gênero Polyrhachis, pertencente à subfamília Formicinae.